# Graphigona affinis
Graphigona affinis är en fjärilsart som beskrevs av Max Wilhelm Karl Draudt. Graphigona affinis ingår i släktet Graphigona och familjen nattflyn. Inga underarter finns listade i Catalogue of Life.